# SINTAC
El SINTAC (Sistema INTegrado para el desarrollo de Aventuras Conversacionales) es un sistema de desarrollo (o parser) de aventuras conversacionales para ordenadores PC y compatibles con sistema operativo MS-DOS.
Fue desarrollado por Javier San José ('JSJ') y su primera versión se publicó hacia mediados de 1992.
El SINTAC está compuesto de varios programas entre los que se encuentra un intérprete-debugger para analizar paso a paso la aventura creada, un compilador de bases de datos y un linkador que genera ficheros ejecutables de las bases de datos compiladas, además de un entorno integrado de programación que incluye su propio editor de textos y un completo sistema de ayuda en línea.
Aparte de estos que constituyen el núcleo principal del sistema se suministran algunas utilidades de apoyo como un editor de juegos de caracteres.
El lenguaje de condactos de SINTAC se basa en el PAWS ampliado y revisado para adecuarse a la potencia de los ordenadores de la época.
Publicado inicialmente bajo licencia shareware y posteriormente bajo licencia freeware tuvo una amplia base de usuarios hasta que el proyecto fue abandonado por su autor.
- Datos: Q6116197